# Saarnakivi
Saarnakivi är ett flyttblock i Finland.   Det ligger i den ekonomiska regionen  Forssa ekonomiska region  och landskapet Egentliga Tavastland, i den södra delen av landet, 100 km nordväst om huvudstaden Helsingfors. Saarnakivi ligger 176 meter över havet.
Terrängen runt Saarnakivi är huvudsakligen platt. Saarnakivi ligger uppe på en höjd. Runt Saarnakivi är det glesbefolkat, med 8 invånare per kvadratkilometer. Närmaste större samhälle är Tammela, 13,6 km sydväst om Saarnakivi. I omgivningarna runt Saarnakivi växer i huvudsak blandskog.